# Bon rétablissement!
Bon rétablissement! è un film del 2014 diretto da Jean Becker.